# Larry Nassar

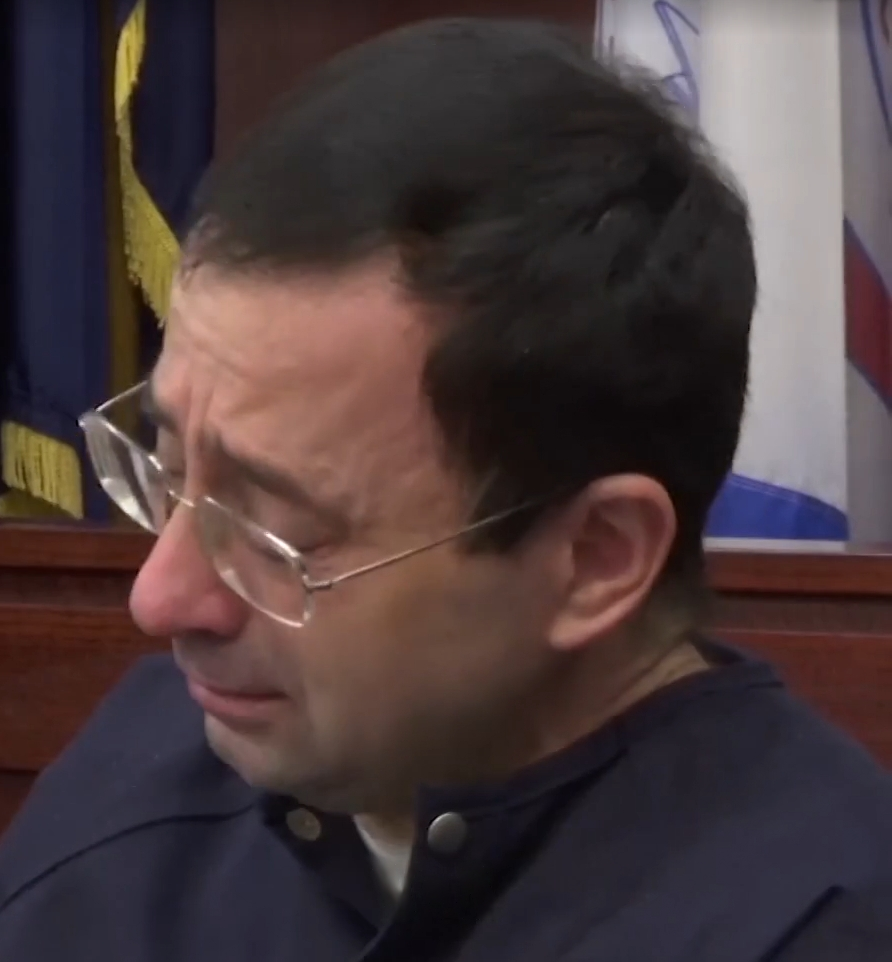
Larry Nassar, 2018

Lawrence Gerard „Larry“ Nassar (* 16. August 1963 in Farmington Hills, Michigan) ist ein ehemaliger US-amerikanischer Arzt und Serien-Sexualstraftäter. Nassar arbeitete jahrzehntelang als Arzt des Turnverbands USA Gymnastics, viermal gehörte er zum Olympiateam der USA. In dieser Zeit missbrauchte er über 250 Mädchen und Frauen, darunter auch einige Olympiasiegerinnen. Zudem arbeitete er als osteopathischer Arzt an der Michigan State University. Im Januar 2018 wurde er wegen des massenhaften sexuellen Missbrauchs von Frauen und Mädchen zu 40 bis 175 Jahren Freiheitsstrafe verurteilt.

## Werdegang
Nassar wurde am 16. August 1963 in Farmington Hills, Michigan geboren und besuchte bis 1981 die Farmington Hills High School. Daraufhin studierte er Kinesiologie an der University of Michigan, wo er 1985 seinen Abschluss machte. 1993 graduierte er am College of Osteopathic Medicine der Michigan State University als Doctor of Osteopathic Medicine (Osteopathischer Arzt).
1986 begann Nassar als Athletiktrainer für USA Gymnastics und die US-amerikanische Damen-Turn-Nationalmannschaft zu arbeiten. Von 1996 bis 2014 war Nassar nationaler Mannschaftsarzt und medizinischer Koordinator des US-amerikanischen Turnverbands.

## Sexueller Missbrauch
Ab 2015 wurden erste Missbrauchsvorwürfe gegen Nassar öffentlich. Erst einige Monate nach Bekanntwerden der Vorwürfe beendete USA Gymnastics jedwede Zusammenarbeit mit Nassar. Im September 2016 veröffentlichte der Indianapolis Star, dass Rachael Denhollander und eine andere ehemalige Turnerin Nassar wegen sexuellen Missbrauchs verklagt hatten. Der Staat Michigan entließ ihn am 20. September 2016.
Im Februar 2017 erzählten die drei ehemaligen Turnerinnen Jeanette Antolin, Jessica Howard und Jamie Dantzscher im Rahmen eines Interviews mit dem Nachrichtenmagazin 60 Minutes, von Nassar sexuell missbraucht worden zu sein. Daraufhin gaben immer mehr US-amerikanische Turnerinnen sexuellen Missbrauch durch Nassar ihnen gegenüber bekannt, viele auch mithilfe des Hashtags MeToo auf Twitter. Seit den ersten Veröffentlichungen im September 2016 warfen mehr als 265 Frauen Nassar sexuellen Missbrauch vor, darunter zahlreiche Mitglieder der US-amerikanischen Turnerinnen-Nationalmannschaft sowie einige Olympiasiegerinnen. So benutzte unter anderem McKayla Maroney, Olympiasiegerin in London 2012, das #MeToo-Hashtag, um bekanntzugeben, dass Nassar sie ab einem Alter von 13 Jahren und bis zu ihrem Rücktritt 2016 sexuell missbraucht habe. Im Rahmen eines 60 Minutes-Interviews berichtete Aly Raisman, ebenfalls Olympiasiegerin, vom sexuellen Missbrauch durch Nassar, der im Alter von 15 Jahren begonnen habe. Auch Gabby Douglas machte sexuellen Missbrauch durch Nassar ihr gegenüber öffentlich.
Folgende aktive und ehemalige Turnerinnen sind unter anderem von sexuellem Missbrauch durch Nassar betroffen gewesen:
- Jeanette Antolin
- Kennedy Baker
- Alyssa Baumann
- Simone Biles Owens
- Jamie Dantzscher
- Gabrielle Douglas
- Bailie Key
- Madison Kocian
- Amanda Jetter
- Mattie Larson
- Ashton Locklear
- McKayla Maroney
- Maggie Nicols
- Tasha Schwikert
- Aly Raisman
- Kyla Ross
- Sabrina Vega
- Morgan White
- Jordyn Wieber

Dies ist einer der größten Skandale sexuellen Missbrauchs in der gesamten Sportgeschichte.

## Gerichtsverfahren und Haft
Im Dezember 2016 wurde Nassar vom FBI verhaftet, nachdem mehr als 37.000 Bilder und Videos mit kinderpornografischen Inhalten bei ihm gefunden worden waren. Am 6. April 2017 wurde ihm die Arztlizenz für drei Jahre entzogen.
Am 11. Juli 2017 wurde Nassar wegen des Besitzes von Kinderpornografie für schuldig befunden und am 7. Dezember 2017 vom United States District Court in Grand Rapids, Michigan zu 60 Jahren Haft verurteilt.
Am 24. Januar 2018 wurde Nassar im Missbrauchsprozess vor dem 30th Judicial Circuit Court in Michigan zu 40 bis 175 Jahren Haft wegen des sexuellen Missbrauchs Minderjähriger verurteilt. Die vorsitzende Richterin Rosemarie Aquilina fügte bei der Urteilsverkündigung hinzu: „Ich würde nicht einmal meine Hunde zu Ihnen schicken. [...] Sie verdienen es nicht, jemals wieder das Gefängnis zu verlassen. Ich habe gerade Ihr Todesurteil unterschrieben.“ Bei dem Prozess wurden insgesamt 156 Mädchen und Frauen angehört. Es wurde bekannt gegeben, dass insgesamt 265 Turnerinnen sexuellen Missbrauch durch Nassar öffentlich gemacht hätten. Wie viele es nicht wagten, damit an die Öffentlichkeit zu gehen, sei unbekannt.
Die verhängten Gefängnisstrafen müssen nacheinander verbüßt werden.
Im Februar 2018 wurde Nassar ins United States Penitentiary, Tucson und im August 2018 ins United States Penitentiary, Coleman verlegt.
Mitte Dezember 2021 sprach ein Gericht in Indianapolis den Opfern des Missbrauchsskandals eine Entschädigung in Höhe von insgesamt 380 Millionen US-Dollar zu. Die Summe deckt die Forderungen von hunderten Frauen, muss allerdings nicht von Nassar, sondern vom Turnverband aufgebracht werden. Neben einer Entschuldigung ließ dessen Präsidentin verlautbaren, verschiedene Maßnahmen zu ergreifen, um die Sicherheit der Sportlerinnen und Sportler zu gewährleisten.
Am 9. Juli 2023 wurde Nassar bei einer Auseinandersetzung mit einem Mithäftling von diesem niedergestochen und trug zehn Stichverletzungen an Rücken, Hals und Brust davon.
2024 zahlte das US-Justizministerium 138,7 Millionen US-Dollar an Entschädigung für Missbrauchsopfer. So seien nach einer Mitteilung 139 Klagen gegen die USA von Missbrauchsopfern gegen Nassar beigelegt worden.

## Auswirkungen
Der Missbrauchsskandal erschütterte den US-amerikanischen Turnverband sowie die internationale Sportwelt. Über 368 Sportlerinnen sollen insgesamt von Trainern, Mannschaftsbetreuern und Inhabern von Turnstätten in den gesamten Vereinigten Staaten missbraucht worden sein. Viele Taten sind auch von Offiziellen des Sportverbands vertuscht worden, belastete Trainer oft versetzt und nicht entlassen worden.
Im März 2017 trat Steve Penny, der Vorsitzende des US-amerikanischen Turnverbands USA Gymnastics, zurück. 2018 gaben ebenso Lou Anna Simon, die Präsidentin, und Mark Hollis, der Turndirektor der Michigan State University, ihren Rücktritt bekannt. Penny und Simon wurden wegen der Vertuschung sexuellen Missbrauchs festgenommen.